# 2 août 1967
Le mercredi 2 août 1967 est le 214e jour de l'année 1967.

## Naissances
- Aaron Krickstein, joueur de tennis américain
- Marco Giampaolo, footballeur suisse
- Hellen Chepngeno, athlète kényane spécialiste du cross-country
- Cold 187um, rappeur et producteur de musique américain
- Oleh Pankov, coureur cycliste soviétique (jusqu'en 1991) puis ukrainien
- Frédéric Pillot, illustrateur et dessinateur de bande dessinée
- Gordan Jandroković, diplomate et homme politique croate
- Igor Ardašev, pianiste tchèque

## Décès
- Henryk Berlewi (né le 20 octobre 1894), peintre, dessinateur, critique et théoricien de l’art
- Adrien Arcand (né le 3 octobre 1899), journaliste et homme politique canadien
- Alphonse Gaudron (né le 5 mai 1880), évêque d'Everux

## Autres événements
- La communauté de communes de Sully-sur-Loire est créée
- Première à New York du film Dans la chaleur de la nuit
- Sortie en France du film Un choix d'assassins
- Le Théâtre Pablo Tobón Uribe est inauguré
- Le deuxième Blackwall Tunnel (en) est ouvert à Greenwich, Londres.
- Le 52e congrès mondial d’espéranto s’ouvre à Rotterdam